# فرزندان بابا
فرزندان بابا (در ایران: فرزندان پدر) فیلمی ترکیه‌ای و محصول سال ۱۹۷۷ میلادی است. از بازیگران این فیلم می‌توان به رضا بیک ایمانوردی اشاره نمود.